# Deutscher Naturschutzpreis

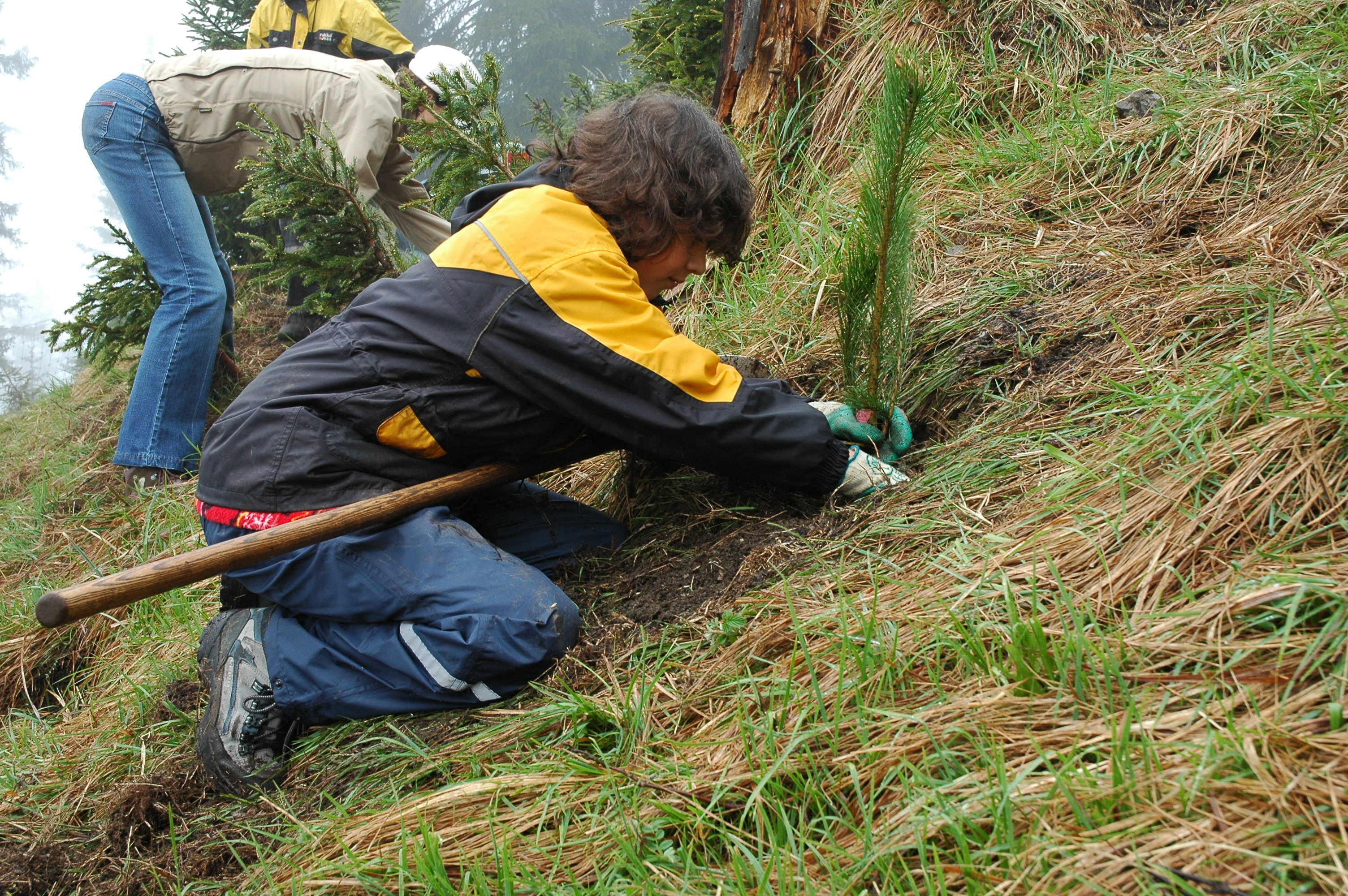
2011 stand der Deutsche Naturschutzpreis unter dem Motto „Zukunft Wald – schützen, erleben, nutzen“. Hier Aktive im Bergwaldprojekt.

Der Deutsche Naturschutzpreis ist ein Wettbewerb, der besonders originelle, zukunftsweisende und vorbildliche Projektideen im Bereich Naturschutz in Deutschland prämiert. Der jährlich vergebene Preis wurde vom Bundesamt für Naturschutz in Kooperation mit der Outdoor-Firma Jack Wolfskin ins Leben gerufen und 2011 erstmals vergeben.

## Hintergrund und Ziel
Der nationale Naturschutzpreis richtet sich an ehrenamtlich im Naturschutz oder in der Naturbildung engagierte Einzelpersonen. Er fördert auch nichtstaatliche und gemeinnützige Organisationen wie Naturschutzverbände, Vereine und Stiftungen, Bürgerinitiativen, Schulen, Kindergärten, andere Bildungseinrichtungen und -initiativen sowie Jugendorganisationen und -verbände u. a.
Der Deutsche Naturschutzpreis wolle insbesondere das Naturbewusstsein und das bürgerschaftliche Engagement im Naturschutz in Deutschland stärken, sagte BfN Präsidentin Beate Jessel. Er zeichnet daher insbesondere Projekte aus, die gemeinsam von unterschiedlichen Interessengruppen getragen werden und eine Wirkung über den Kreis der unmittelbar am Projekt beteiligten Personen hinaus hat. Dazu zählen Projekte aus dem Arten- und Biotopschutz, wie auch Projekte zur Naturbildung und zur Förderung des Naturerlebnisses. Damit trägt der Preis dazu bei, das Bewusstsein der Menschen zu schärfen und sie für ein Naturschutzengagement zu motivieren.

## Motto und Vergabe
2011 stand der Preis unter dem Motto „Zukunft Wald – schützen, erleben, nutzen“. Alle Projekte, die sich 2011 bewarben, mussten einen eindeutigen Bezug zu diesem Thema haben.
Ausgezeichnet werden ausschließlich neue geschaffene Projekte. Die Bewerbung erfolgt im Rahmen eines zweistufigen Ideenwettbewerbs: Zunächst wird eine Ideenskizze eingereicht. Ausgewählte Beiträge gelangen in die zweite Stufe und werden dann aufgefordert, ihre Ideenskizze zu einem detaillierten Konzept auszuarbeiten.
Eine von Stifter Jack Wolfskin und Träger BfN benannte Jury mit Fachleuten und Prominenten wie Arved Fuchs entscheidet nach Vorbewertung und einer fachlichen Prüfung durch das BfN über die Vergabe der Förderpreise.
Jack Wolfskin stiftete eine Preissumme von insgesamt 250.000 Euro, die den prämierten Projekten anteilig zukommt. Die Höchstsumme für ein einzelnes Projekt beträgt 150.000 Euro. Neben den Förderpreisen kann auf Vorschlag der Jury ein mit bis zu 10.000 Euro dotierter Sonderpreis für herausragendes persönliches Engagement von Einzelpersonen für den Naturschutz in Deutschland vergeben werden. Auch der Sonderpreis stammt aus der Stiftungssumme.

## Wettbewerb 2011
Am 7. September 2011 gab das BfN bekannt, dass bis zum Stichtag 175 Wettbewerbsbeiträge eingingen. 23 von ihnen wurden in die Finalrunde aufgenommen.
Im September 2011 wurden Mitglieder der Jury bekanntgegeben, die auf der Grundlage einer fachlichen Prüfung durch das Bundesamt für
Naturschutz die Preisträger ermittelten. Die Jury 2011 besteht aus folgenden Personen:
- Beate Jessel, Vorsitzende der Jury; Präsidentin des BfN
- Christian Brandt, Chief Operating Officer Jack Wolfskin
- Friedhelm Decker, Präsident Rheinischer Landwirtschaftsverband e.V.
- Elisabeth Emmert, Bundesvorsitzende Ökologischer Jagdverband e.V.
- Arved Fuchs, Arved Fuchs Expeditionen
- Peter Kloeppel, Chefredakteur RTL Television GmbH
- Manfred Niekisch, Direktor Frankfurter Zoo
- Georg Schirmbeck, MdB (CDU), Präsident Deutscher Forstwirtschaftsrat
- Kai Schuster, Hochschule Darmstadt
- Karl Friedrich Sinner, ehemaliger Leiter Nationalpark Bayerischer Wald
- Angelika Zahrnt, Ehrenvorsitzende des BUND

## Preisträger
- 1978 Franz Weber (Umweltschützer)
- 2011 Georg Sperber (Förster)[2]
- 2012 Heidrun Heidecke
- 2013 Emil Dister (Ehrenpreis)[3]